# Péter Hannich
Péter Hannich (ur. 30 marca 1957 w Győrze) – węgierski piłkarz grający na pozycji ofensywnego pomocnika.

## Kariera klubowa
Karierę piłkarską Hannich rozpoczął w rodzinnym Győrze. Od 1967 do 1977 roku trenował w tamtejszym klubie Győri MÁV DAC. Następnie został piłkarzem Rába ETO Győr i zadebiutował w jego barwach w pierwszej lidze węgierskiej. Swój pierwszy sukces z tym klubem osiągnął w 1979 roku, gdy zwyciężył z nim w Pucharze Węgier. W sezonie 1981/1982 wywalczył mistrzostwo Węgier, a z 22 golami został królem strzelców ligi. W 1983 roku po raz drugi został mistrzem kraju, a w 1984 roku wicemistrzem kraju. W 1985 roku powtórzył to osiągnięcie. Do 1986 roku rozegrał w Rába ETO Győr 243 mecze i strzelił 121 bramek.
W 1986 roku Hannich przeszedł do francuskiego AS Nancy i przez 2 lata rozegrał 14 spotkań w pierwszej lidze oraz strzelił 1 gola. W 1988 roku wrócił na Węgry i został piłkarzem MTK Hungária Budapeszt. W 1990 roku został z MTK wicemistrzem kraju. W 1992 roku zakończył karierę jako piłkarz austriackiego SV Mattersburg.

## Kariera reprezentacyjna
W reprezentacji Węgier Hannich zadebiutował 18 kwietnia 1982 roku w przegranym 1:2 towarzyskim spotkaniu z Peru. W 1986 roku został powołany przez selekcjonera Györgya Mezeyego do kadry na Mistrzostwa Świata w Meksyku. Tam zagrał w jednym meczu, przegranym 0:3 z Francją. Od 1982 do 1987 roku rozegrał w kadrze narodowej 27 meczów i strzelił 2 gole.